# Midem
O Midem (Marché international du disque et de l'édition musicale) é o maior encontro mundial de empresas ligadas à música. É organizado a cada ano, desde 1967, em Cannes, no mês de janeiro, pela Reed MIDEM.
Na edição de 2011, o Midem reuniu 6 850 participantes representando 3 120 empresas, das quais 850 são novas e 155 são startups, provenientes  de 77 países. 1 680 marcas tinham um stand. 360 jornalistas estiveram presentes para cobrir o evento.
O Midem não é um festival de música. É sobretudo um mercado, onde profissionais do disco buscam  contratos internacionais de distribuição ou de licenciamento para seus artistas. As últimas edições do Midem também atraíram um número crescente de  representantes das novas tecnologias (Internet, telefonia móvel), interessados em obter conteúdos musicais para suas diversas  plataformas.